# エルンスト＝ギュンター・バーデ
エルンスト＝ギュンター・バーデ（ドイツ語: Ernst-Günther Baade、1897年8月20日 - 1945年5月8日）は、ドイツの陸軍軍人。最終階級はドイツ国防軍陸軍中将。

## 経歴
バーデは、1897年8月20日にドイツ帝国のプリッツヴァルクに生まれた。1914年、ドイツ帝国陸軍に志願し、第一次世界大戦に参戦した。
第二次世界大戦が勃発すると、バーデは待機司令官に任じられた。その後、北アフリカの第15装甲師団に派遣された。1942年4月15日からはリビアやキレナイカで第15狙撃連隊の指揮を執っている。
バーデはスコットランドのキルトを纏い、両刃のクレイモアをもって度々戦場に現れたため、ドイツアフリカ軍団の伝説として名が通っていた。1942年5月、彼はビル・ハケイムの戦いに参戦した。この戦いで彼は騎士鉄十字章を受章している。7月28日にエル・アラメインで負傷したため、一度アフリカを離れてドイツへ帰国した。
1943年8月初めに行われたシチリアからイタリア本土への退却では、バーデはメッシーナ海峡での防衛任務に就いた。翌年のモンテ・カッシーノの戦いには第90歩兵師団を率いて参戦。彼は時折見せる風変わりな行動や、頻繁に行う最前線の視察訪問などで知られていたため、彼の部隊の兵士からは人気があったという。
1945年4月24日、ホルシュタインのネヴェルシュタヴェン付近でバーデの車両がイギリス空軍の攻撃に遭い、彼は重傷を負った。5月8日、バート・ゼーゲベルクの病院で壊疽により死去。ドイツの降伏と同じ日であった。

## 叙勲
- 戦傷章
  - 戦傷章黒章（1918年7月1日）[4]
- 国防軍勤続章
  - 国防軍勤続章2等（1936年10月2日）[4]
- 戦車撃破章
- ドイツ十字章
- ドイツ十字章金章（1941年11月2日）[5]
- 鉄十字章
  - 二級鉄十字章1914年章（1915年11月25日）[6]
  - 一級鉄十字章1914年章（1917年12月24日）[6]
- 鉄十字章略章
  - 二級鉄十字略章（1939年9月18日）[6]
  - 一級鉄十字略章（1940年6月5日）[6]
- 騎士鉄十字章
  - 騎士鉄十字章（1942年6月27日）[7]
  - 柏葉付騎士鉄十字章（1944年2月22日）[7]
  - 柏葉・剣付騎士鉄十字章（1944年11月16日）[7]